# تانالیک
تانالیک (به لاتین: Tanalyk) یک رود در روسیه است که در باشقیرستان واقع شده‌است.